# (14501) Tetsuokojima
(14501) Tetsuokojima (1995 WA8) – planetoida z pasa głównego asteroid okrążająca Słońce w ciągu 3,28 lat w średniej odległości 2,21 j.a. Odkryta 29 listopada 1995 roku.